# Andy Miles
Andy Miles (eigentlich Andree Schmid, * um 1964) ist ein deutscher Klarinettist und Komponist.

## Leben
Andy Miles studierte an der Hochschule für Künste Bremen und an der Hochschule für Musik, Theater und Medien Hannover, zuletzt bei Helmut Pallushek. 1990 – mit 26 Jahren – wurde er als einer der jüngsten Klarinettisten in Deutschland Soloklarinettist der Hamburger Philharmoniker. 1992 wechselte er als Soloklarinettist zum Funkhausorchester des WDR Köln.
Miles ist ein vielseitiger Musiker, er spielt sowohl Klassik als auch vom Jazz inspirierte Werke. 
Zum Auftakt der Freiberger Jazztage 2019 mit der Mittelsächsischen Philharmonie komponierte er die Symphonic Jazz Rhapsody, die die Klarinettistin Anja Bachmann in den Mittelpunkt stellt und am 12. April 2019 zur Uraufführung gelangte.

## Diskographie (Auswahl)
- 2009 – Romanze. Songs and Arias for Soprano, Clarinet and Orchestra von Spohr, Schubert, Lachner, Mozart, mit Chen Reiss (Sopran) und dem WDR Funkhausorchester Köln unter Leitung von Pietro Rizzo; Telos
- 2010 – Jazz at the Philharmonic, mit den Duisburger Philharmonikern unter Leitung von Jonathan Darlington; Telos
  - Rolf Kühn, Interchange with Different Movements
  - Artie Shaw, Concerto for Clarinet u. a.
- 2010 – Crossing Borders, mit dem Auryn-Quartett, Hubert Nuss (Klavier), Dietmar Fuhr (Bass) und Selçuk Şahinoğlu; Telos
  - Thelonious Monk, ’Round Midnight
  - Astor Piazzolla, Fuga y Misterio, Nightclub 1960, Oblivion
  - Rolf Kühn, String Connection with Clarinet
  - Hubert Nuss, Remembering the start of a never-ending story
  - Erroll Garner, Misty u. a.
- 2011 – then and now, mit Pascal von Wroblewsky (Gesang), Ekkehard Wölk (Klavier), John Goldsby (Bass) u. a.; Fibonacci Records Hamburg
- 2017 – Symphonic Jazz with Andy Miles, mit dem WDR Funkhausorchester Köln unter Leitung von Wayne Marshall und Rasmus Baumann; cpo[3]
  - Jorge Calandrelli, Concerto for Jazz Clarinet & Orchestra
  - Daniel Freiberg, Latin American Chronicles. Concerto for Jazz Clarinet & Orchestra
  - Jeff Beal, Concerto for Clarinet & Orchestra
- 2019 – Mia Brentano’s River of Memories: A Mystery Trip; mit Benyamin Nuss (piano), Andy Miles (Klarinette), Johannes Ernst (Saxophon), Hans Dekker (Drums) u. a.; Mons Records
  - Blue Moon, Under the Surface, Les Champs magnétiques, Floating, Der Besucher, Wide Open Landscape, Silver Rain, Die Stille des verlassenen Raumes, Over the City of Glass, Angry Mia, Septemberland, Lily of the Valley, Ghosts (for Paul Auster), Dancing in Twilight, Brahms Is Sleeping